# Recolonisation
 (avril 2021).
- Si vous ne connaissez pas le sujet, laissez ce bandeau (vous pouvez alors contacter les auteurs).
- Si vous supprimez le contenu mis en cause (vous pouvez préalablement contacter les auteurs),

argumentez précisément cette suppression dans la page de discussion
(un manque de référence n'est pas un argument ; une recherche réelle de référence doit avoir été effectuée, être formellement documentée).
La recolonisation est un terme désignant un présumé processus de récupération des colonies par les anciennes puissances coloniales.

## Exemples
Le Commandement des États-Unis pour l'Afrique (AFRICOM) lancé en 2007 par les États-Unis est considéré par certains[Qui ?] comme une tentative de recolonisation.
Les relations multilatérales inhérentes entre la République populaire de Chine et les pays africains, surnommées « Chinafrique », sont parfois considérées comme une recolonisation,.
L'attitude parfois colonialiste des puissances occidentales postcoloniales comme la France est aussi considérée comme de la recolonisation,,.